# Sueco
William Henry Victor Schultz (né le 28 janvier 1997), plus connu sous son nom de scène Sueco ou SuecoTheChild, est un musicien, rappeur et auteur-compositeur-interprète américain originaire de Los Angeles.

## Biographie
Originaire de Los Angeles, il perce avec son single Fast publié en 2019, qui est certifié platine par la Recording Industry Association of America en juillet 2022 après être devenu viral sur TikTok. Sa chanson de 2021 Paralyzed attire également une attention considérable, atteignant la 65e place du Billboard Hot 100 et la 109e place du Global 200, en plus d'être certifiée disque d'or par la Recording Industry Association of America,.
Il est signé par Atlantic Records après le succès de Fast sur SoundCloud et TikTok. La chanson apparaît plus tard sur son EP Miscreant . En 2021, il participe au single Swerve de Papa Roach aux côtés de Fever 333. En 2022, il sort son premier album It Was Fun While It Lasted, avec le single Paralyzed. L'album est plus orienté pop-punk par rapport à ses précédents travaux dans la trap et le hip-hop. Deux ans plus tard, il sort l'album Attempted Lover (2024), avec le single Outta My Head. Le disque est salué comme étant plus émotif et mature que son prédécesseur.

## Discographie

### Albums studio
| Titres des albums          | Détails des albums studio                                                                       |
| -------------------------- | ----------------------------------------------------------------------------------------------- |
| It Was Fun While It Lasted | - Publié le 4 mars 2022 - Label: Atlantic Records - Format: CD, LP, digital download, streaming |
| Attempted Lover            | - Publié le 19 juillet 2024 - Label: Suecotic Records - Format: LP, Digital download, streaming |

### EP
| Titre        | Détails du PE                                                                                          |
| ------------ | --- |
| TrippyNights | - Sortie : 14 septembre 2017 - Label : Auto-produit - Format : Téléchargement numérique, streaming     |
| Miscreant    | - Sortie : 20 septembre 2019 - Label : Atlantic Records - Format : Téléchargement numérique, streaming |

### Single
- 2018 : Tailwhip
- 2018 : The View
- 2018 : Henny In The Trunk
- 2018 : Put On My Dogs
- 2018 : Never Enough
- 2018 : I Love Grape Soda
- 2018 : Five Bands
- 2018 : Bird Box
- 2019 : Insane
- 2019 : Fast
- 2019 : Fishscale
- 2020 : Juice
- 2020 : Primadona
- 2021 : SOS (featuring Travis Barker)
- 2021 : Paralyzed
- 2021 : Sober / Hungover (featuring Arizona Zervas)
- 2021 : Story of My Life (featuring Illenium & Trippie Redd)
- 2022 : Loser
- 2022 : Next Ex
- 2022 : Robbery (avec DREAMERS)
- 2022 : Today
- 2022 : Funeral
- 2022 : Ride It Hard (avec Warren Zeiders)
- 2023 : POS
- 2023 : Help Me
- 2023 : Yours (featuring Bea Miller)
- 2024 : Drama Queen
- 2024 : Mulholland Drive
- 2024 : Outta My Head
- 2024 : Love and Rage